# Lenkokroeberia ciliata
Lenkokroeberia ciliata är en tvåvingeart som först beskrevs av Samuel Wendell Williston  1895.  Lenkokroeberia ciliata ingår i släktet Lenkokroeberia och familjen Ropalomeridae. Inga underarter finns listade i Catalogue of Life.